# Maximiliaan I van Beieren (keurvorst)
Maximiliaan I van Beieren bijgenaamd de Grote (München, 17 april 1573 - Ingolstadt, 27 september 1651) was van 1597 tot 1623 hertog van Beieren, van 1623 tot aan zijn dood keurvorst van Beieren en van 1623 tot 1648 keurvorst van de Palts. Hij behoorde tot het huis Wittelsbach.

## Achtergrond
Maximiliaan werd geboren in München als de oudste zoon van hertog Willem V van Beieren en Renata van Lotharingen, dochter van hertog Frans I van Lotharingen. Hij werd opgevoed door de jezuïeten en vanaf 1591 begon hij deel te nemen aan de regeringszaken. In 1595 huwde hij met zijn nicht Elisabeth, dochter van hertog Karel III van Lotharingen, en in 1597 volgde hij zijn geabdiceerde vader op als hertog van Beieren.
Zijn eerste huwelijk bleef kinderloos. Enkele maanden na de dood van zijn eerste echtgenote Elisabeth huwde hij in juli 1635 met zijn nicht Maria Anna van Oostenrijk, een dochter van keizer Ferdinand II en Maximiliaans zus Maria Anna van Beieren. De belangrijkste motivatie voor dit snelle huwelijk was de hoop om snel een erfgenaam te produceren en niet zozeer om politieke redenen. In tegenstelling tot zijn eerste vrouw was Maria Anna heel geïnteresseerd in politieke zaken en goed opgeleid in ontwikkelingen. Hoewel Maria Anna tot het huis Habsburg behoorde, verdedigde ze het Beierse standpunt volledig. Bovendien voerde ze levendige gedachtewisselingen met hoogwaardigheidsbekleders aan het hof in München en nam ze deel aan kabinetsvergaderingen. Ze kregen twee zonen: Ferdinand Maria, die Maximiliaan opvolgde als keurvorst van Beieren, en Maximiliaan Filips Hiëronymus, die hertog van Leuchtenberg werd.
Als de meest bekwame vorst van zijn tijd probeerde Maximiliaan te verhinderen dat Duitsland het slagveld van Europa zou worden en hij was een onbuigzame aanhanger van het katholicisme. Hoewel hij een zwakke gezondheid en een slecht fysiek gestel had, had hij grote ambities voor zichzelf en Beieren.

## Duitse politiek en de Dertigjarige Oorlog
Tot in 1607 onthield Maximiliaan zich van enige interventie in de Duitse politiek. Dat jaar werd hij toevertrouwd met de uitvoering van de Rijksban tegen de vrije stad Donauwörth, een bolwerk van de protestanten. In december 1607 bezetten zijn troepen de stad en werden krachtige stappen ondernomen om de suprematie van het katholicisme te herstellen. Sommige protestantse vorsten voelden zich bedreigd door deze actie en vormden de Protestantse Unie om hun belangen te verdedigen. Als reactie werd in 1609 de Katholieke Liga gevormd, waarin Maximiliaan een belangrijke rol speelde. Onder zijn leiderschap stelde de Katholieke Liga een leger samen, maar zijn politiek was louter defensief en hij weigerde toe te laten dat de Katholieke Liga een instrument werd in handen van het huis Habsburg. Tweedracht tussen zijn collega's zorgde ervoor dat hij in 1616 aftrad als leider van de Katholieke Liga, maar nadat de problemen waren aangepakt keerde hij ongeveer twee jaar later terug naar de Liga.
Nadat hij in 1619 had geweigerd om kandidaat voor de keizerlijke troon te zijn, diende Maximiliaan om te gaan met de gevolgen van de oorlogsuitbraak in van de Palts. Hij behoorde tot het huis Wittelsbach.
Bohemen. Na enige vertraging sloot hij in oktober 1619 een verdrag met keizer Ferdinand II en in ruil voor uitgebreide compensaties werden de troepen van de Katholieke Liga onder keizerlijke dienst geplaatst. Uit angst om het strijdgebied te verkleinen sloot hij een neutraliteitsverdrag met de Protestantse Unie en bezette Maximiliaan Opper-Oostenrijk als zekerheid voor de uitgaven van de militaire campagne. Op 8 september 1620 versloegen zijn troepen onder leiding van Johan t'Serclaes van Tilly de troepen van keurvorst Frederik V van de Palts in de Slag op de Witte Berg nabij Praag. Vervolgens schonk keizer Ferdinand II Opper-Oostenrijk als pand voor Maximiliaan tot in 1628.
Ondanks de overeenkomst met de Protestantse Unie verwoestte Tilly daarna de Rijnpalts. In februari 1623 kreeg Maximiliaan de rang van keurvorst en werd hij benoemd tot keizerlijk intendant, een functie die sinds 1356 door de paltsgraven van de Rijn werd uitgeoefend. Nadat hij de Opper-Palts had gekregen en Opper-Oostenrijk terug aan keizer Ferdinand II had gegeven, werd Maximiliaan de leider van de partij die begon te ijveren voor het ontslag van Albrecht von Wallenstein uit het keizerlijke leger. Op de Rijksdag van Regensburg in 1630 werd dit verzoek ingewilligd, maar de gevolgen waren rampzalig voor zowel Beieren als voor Maximiliaan. Hoewel hij neutraal probeerde te blijven in de oorlog, ondertekende hij in 1631 het geheime verdrag van Fontainebleau met Frankrijk. Het verdrag bleef echter dode letter.
Begin 1632 viel Zweden Beieren binnen en werd de stad München bezet. Maximiliaan kon enkel de steun van de keizerlijke troepen krijgen door zich onder het bevel van Wallenstein te plaatsen, die intussen opnieuw was aangesteld als aanvoerder van de keizerlijke troepen. De ravages die de Zweedse troepen en hun Franse bondgenoten aanrichtten, deed Maximiliaan ertoe besluiten om vredesonderhandelingen te beginnen met koning Gustaaf II Adolf van Zweden en de Kardinaal de Richelieu, de feitelijke machtshebber van Frankrijk. Hij deed een voorstel om de protestanten te ontwapenen door het Restitutie-edict van 1629 aan te passen, maar dit had geen effect.
In september 1638 stelde Maximiliaan baron Franz von Mercy aan als meester-generaal van de ordonnantie in het Beierse leger, dat op dat moment het tweede grootste leger was uit het Heilige Roomse Rijk. Mercy vocht samen met luitenant-veldmaarschalk Johann von Werth met wisselend succes tegen de Fransen en de Zweden.
In maart 1647 sloot Maximiliaan het verdrag van Ulm met Frankrijk en Zweden, maar de smeekbedes van keizer Ferdinand III zorgden ervoor dat hij het verdrag verbrak. Er werd opnieuw een ravage aangericht in Beieren en in mei 1648 werden de keizerlijke troepen verslagen in de Slag bij Zusmarshausen. De Vrede van Westfalen maakte al snel een einde aan het conflict. Maximiliaan mocht de rang van keurvorst behouden, zowel voor hem als zijn erfopvolgers, en de Opper-Palts werd door Beieren geannexeerd. Maximiliaan moest de Rijnpalts opgeven ten voordele van Karel I Lodewijk, de zoon en erfopvolger van de vroegere keurvorst Frederik V.

## Administratieve en culturele activiteiten
Maximiliaan herstelde de Beierse staatsfinanciën, reorganiseerde de Beierse administratie en het leger en voerdemercantilistische maatregelen en een nieuw juridisch wetboek in, de Codex Maximilianeus. In 1610 beval hij om de Residentie van München uit te breiden en om de Hofgarten te moderniseren. Ook liet hij tussen 1617 en 1623 door Heinrich Schön en Hans Krummper de oude gebouwen van het kasteel Schleissheim uitbreiden tot het zogenaamde Oude Paleis. Maximiliaan verwierf eveneens talrijke schilderijen van Albrecht Dürer, Peter Paul Rubens en verschillende andere grote kunstenaars. Zo bestelde hij in 1616 vier jachtschilderijen van Rubens en bemachtigde hij in 1627 ondanks het verzet van de stad Neurenberg het schilderij de Vier Apostelen van Dürer. Tot zijn hofkunstenaars behoorden Peter Candid, Friedrich Sustriss, Hubert Gerhard, Hans Krumpper, Adriaen de Vries en Georg Petel.
In september 1651 stierf hij op 78-jarige leeftijd in de stad Ingolstadt. Hij werd begraven in de Sint-Michaëlkerk van München. In 1839 werd er in München een standbeeld ter herinnering van Maximiliaan opgetrokken door koning Lodewijk I van Beieren. 

## Huwelijken en nakomelingen
Op 6 februari 1595 huwde Maximiliaan in Nancy met zijn nicht Elisabeth (1574-1635), dochter van hertog Karel III van Lotharingen. Het huwelijk bleef kinderloos.
Na de dood van Elisabeth hertrouwde hij op 15 juli 1635 in Wenen met zijn nicht Maria Anna (1610-1665), dochter van keizer Ferdinand II en Maximiliaans zus Maria Anna van Beieren. Ze kregen twee zonen:
- Ferdinand Maria (1636-1679), keurvorst van Beieren
- Maximiliaan Filips Hiëronymus (1638-1705), hertog van Leuchtenberg

## Kwartierstaat
| Willem IV van Beieren (1493-1550)     | Willem IV van Beieren (1493-1550)     | Willem IV van Beieren (1493-1550)     | Willem IV van Beieren (1493-1550)     | Willem IV van Beieren (1493-1550)     | Willem IV van Beieren (1493-1550)     | Maria Jacoba van Baden (1507-1580) | Maria Jacoba van Baden (1507-1580) | Maria Jacoba van Baden (1507-1580) | Maria Jacoba van Baden (1507-1580) | Maria Jacoba van Baden (1507-1580) | Maria Jacoba van Baden (1507-1580) |                                    |                                    | Keizer Ferdinand I (1503-1564)   | Keizer Ferdinand I (1503-1564)   | Keizer Ferdinand I (1503-1564)        | Keizer Ferdinand I (1503-1564)        | Keizer Ferdinand I (1503-1564)        | Keizer Ferdinand I (1503-1564)        | Anna van Bohemen en Hongarije (1503-1547) | Anna van Bohemen en Hongarije (1503-1547) | Anna van Bohemen en Hongarije (1503-1547) | Anna van Bohemen en Hongarije (1503-1547) | Anna van Bohemen en Hongarije (1503-1547) | Anna van Bohemen en Hongarije (1503-1547) |                                   |                                   | Anton van Lotharingen (1489-1544) | Anton van Lotharingen (1489-1544) | Anton van Lotharingen (1489-1544) | Anton van Lotharingen (1489-1544) | Anton van Lotharingen (1489-1544)   | Anton van Lotharingen (1489-1544)   | Renée van Bourbon-Montpensier (1494-1539) | Renée van Bourbon-Montpensier (1494-1539) | Renée van Bourbon-Montpensier (1494-1539) | Renée van Bourbon-Montpensier (1494-1539) | Renée van Bourbon-Montpensier (1494-1539) | Renée van Bourbon-Montpensier (1494-1539) |                                    |                                    | Christiaan II van Denemarken (1481-1559) | Christiaan II van Denemarken (1481-1559) | Christiaan II van Denemarken (1481-1559) | Christiaan II van Denemarken (1481-1559) | Christiaan II van Denemarken (1481-1559) | Christiaan II van Denemarken (1481-1559) | Isabella van Habsburg (1501-1526)    | Isabella van Habsburg (1501-1526)    | Isabella van Habsburg (1501-1526) | Isabella van Habsburg (1501-1526) | Isabella van Habsburg (1501-1526) | Isabella van Habsburg (1501-1526) |  |  |  |  |  |  |  |  |  |  |  |  |  |  |  |  |  |  |  |  |  |  |  |  |  |  |  |  |  |  |  |  |  |  |  |  |  |  |  |  |  |  |  |  |  |  |  |  |
| Willem IV van Beieren (1493-1550)     | Willem IV van Beieren (1493-1550)     | Willem IV van Beieren (1493-1550)     | Willem IV van Beieren (1493-1550)     | Willem IV van Beieren (1493-1550)     | Willem IV van Beieren (1493-1550)     | Maria Jacoba van Baden (1507-1580) | Maria Jacoba van Baden (1507-1580) | Maria Jacoba van Baden (1507-1580) | Maria Jacoba van Baden (1507-1580) | Maria Jacoba van Baden (1507-1580) | Maria Jacoba van Baden (1507-1580) |                                    |                                    | Keizer Ferdinand I (1503-1564)   | Keizer Ferdinand I (1503-1564)   | Keizer Ferdinand I (1503-1564)        | Keizer Ferdinand I (1503-1564)        | Keizer Ferdinand I (1503-1564)        | Keizer Ferdinand I (1503-1564)        | Anna van Bohemen en Hongarije (1503-1547) | Anna van Bohemen en Hongarije (1503-1547) | Anna van Bohemen en Hongarije (1503-1547) | Anna van Bohemen en Hongarije (1503-1547) | Anna van Bohemen en Hongarije (1503-1547) | Anna van Bohemen en Hongarije (1503-1547) |                                   |                                   | Anton van Lotharingen (1489-1544) | Anton van Lotharingen (1489-1544) | Anton van Lotharingen (1489-1544) | Anton van Lotharingen (1489-1544) | Anton van Lotharingen (1489-1544)   | Anton van Lotharingen (1489-1544)   | Renée van Bourbon-Montpensier (1494-1539) | Renée van Bourbon-Montpensier (1494-1539) | Renée van Bourbon-Montpensier (1494-1539) | Renée van Bourbon-Montpensier (1494-1539) | Renée van Bourbon-Montpensier (1494-1539) | Renée van Bourbon-Montpensier (1494-1539) |                                    |                                    | Christiaan II van Denemarken (1481-1559) | Christiaan II van Denemarken (1481-1559) | Christiaan II van Denemarken (1481-1559) | Christiaan II van Denemarken (1481-1559) | Christiaan II van Denemarken (1481-1559) | Christiaan II van Denemarken (1481-1559) | Isabella van Habsburg (1501-1526)    | Isabella van Habsburg (1501-1526)    | Isabella van Habsburg (1501-1526) | Isabella van Habsburg (1501-1526) | Isabella van Habsburg (1501-1526) | Isabella van Habsburg (1501-1526) |  |  |  |  |  |  |  |  |  |  |  |  |  |  |  |  |  |  |  |  |  |  |  |  |  |  |  |  |  |  |  |  |  |  |  |  |  |  |  |  |  |  |  |  |  |  |  |  |
|                                       |                                       |                                       |                                       |                                       |                                       |                                    |                                    |                                    |                                    |                                    |                                    |                                    |                                    |                                  |                                  |                                       |                                       |                                       |                                       |                                           |                                           |                                           |                                           |                                           |                                           |                                   |                                   |                                   |                                   |                                   |                                   |                                     |                                     |                                           |                                           |                                           |                                           |                                           |                                           |                                    |                                    |                                          |                                          |                                          |                                          |                                          |                                          |                                      |                                      |                                   |                                   |                                   |                                   |  |  |  |  |  |  |  |  |  |  |  |  |  |  |  |  |  |  |  |  |  |  |  |  |  |  |  |  |  |  |  |  |  |  |  |  |  |  |  |  |  |  |  |  |  |  |  |  |
|                                       |                                       |                                       |                                       | Albrecht V van Beieren (1528-1579)    | Albrecht V van Beieren (1528-1579)    | Albrecht V van Beieren (1528-1579) | Albrecht V van Beieren (1528-1579) | Albrecht V van Beieren (1528-1579) | Albrecht V van Beieren (1528-1579) |                                    |                                    |                                    |                                    |                                  |                                  | Anna van Oostenrijk (1528-1590)       | Anna van Oostenrijk (1528-1590)       | Anna van Oostenrijk (1528-1590)       | Anna van Oostenrijk (1528-1590)       | Anna van Oostenrijk (1528-1590)           | Anna van Oostenrijk (1528-1590)           |                                           |                                           |                                           |                                           |                                   |                                   |                                   |                                   |                                   |                                   | Frans I van Lotharingen (1517-1545) | Frans I van Lotharingen (1517-1545) | Frans I van Lotharingen (1517-1545)       | Frans I van Lotharingen (1517-1545)       | Frans I van Lotharingen (1517-1545)       | Frans I van Lotharingen (1517-1545)       |                                           |                                           |                                    |                                    |                                          |                                          | Christina van Denemarken (1521-1590)     | Christina van Denemarken (1521-1590)     | Christina van Denemarken (1521-1590)     | Christina van Denemarken (1521-1590)     | Christina van Denemarken (1521-1590) | Christina van Denemarken (1521-1590) |                                   |                                   |                                   |                                   |  |  |  |  |  |  |  |  |  |  |  |  |  |  |  |  |  |  |  |  |  |  |  |  |  |  |  |  |  |  |  |  |  |  |  |  |  |  |  |  |  |  |  |  |  |  |  |  |
|                                       |                                       |                                       |                                       | Albrecht V van Beieren (1528-1579)    | Albrecht V van Beieren (1528-1579)    | Albrecht V van Beieren (1528-1579) | Albrecht V van Beieren (1528-1579) | Albrecht V van Beieren (1528-1579) | Albrecht V van Beieren (1528-1579) |                                    |                                    |                                    |                                    |                                  |                                  | Anna van Oostenrijk (1528-1590)       | Anna van Oostenrijk (1528-1590)       | Anna van Oostenrijk (1528-1590)       | Anna van Oostenrijk (1528-1590)       | Anna van Oostenrijk (1528-1590)           | Anna van Oostenrijk (1528-1590)           |                                           |                                           |                                           |                                           |                                   |                                   |                                   |                                   |                                   |                                   | Frans I van Lotharingen (1517-1545) | Frans I van Lotharingen (1517-1545) | Frans I van Lotharingen (1517-1545)       | Frans I van Lotharingen (1517-1545)       | Frans I van Lotharingen (1517-1545)       | Frans I van Lotharingen (1517-1545)       |                                           |                                           |                                    |                                    |                                          |                                          | Christina van Denemarken (1521-1590)     | Christina van Denemarken (1521-1590)     | Christina van Denemarken (1521-1590)     | Christina van Denemarken (1521-1590)     | Christina van Denemarken (1521-1590) | Christina van Denemarken (1521-1590) |                                   |                                   |                                   |                                   |  |  |  |  |  |  |  |  |  |  |  |  |  |  |  |  |  |  |  |  |  |  |  |  |  |  |  |  |  |  |  |  |  |  |  |  |  |  |  |  |  |  |  |  |  |  |  |  |
|                                       |                                       |                                       |                                       |                                       |                                       |                                    |                                    |                                    |                                    | Willem V van Beieren (1548-1626)   | Willem V van Beieren (1548-1626)   | Willem V van Beieren (1548-1626)   | Willem V van Beieren (1548-1626)   | Willem V van Beieren (1548-1626) | Willem V van Beieren (1548-1626) |                                       |                                       |                                       |                                       |                                           |                                           |                                           |                                           |                                           |                                           |                                   |                                   |                                   |                                   |                                   |                                   |                                     |                                     |                                           |                                           |                                           |                                           | Renata van Lotharingen (1544-1602)        | Renata van Lotharingen (1544-1602)        | Renata van Lotharingen (1544-1602) | Renata van Lotharingen (1544-1602) | Renata van Lotharingen (1544-1602)       | Renata van Lotharingen (1544-1602)       |                                          |                                          |                                          |                                          |                                      |                                      |                                   |                                   |                                   |                                   |  |  |  |  |  |  |  |  |  |  |  |  |  |  |  |  |  |  |  |  |  |  |  |  |  |  |  |  |  |  |  |  |  |  |  |  |  |  |  |  |  |  |  |  |  |  |  |  |
|                                       |                                       |                                       |                                       |                                       |                                       |                                    |                                    |                                    |                                    | Willem V van Beieren (1548-1626)   | Willem V van Beieren (1548-1626)   | Willem V van Beieren (1548-1626)   | Willem V van Beieren (1548-1626)   | Willem V van Beieren (1548-1626) | Willem V van Beieren (1548-1626) |                                       |                                       |                                       |                                       |                                           |                                           |                                           |                                           |                                           |                                           |                                   |                                   |                                   |                                   |                                   |                                   |                                     |                                     |                                           |                                           |                                           |                                           | Renata van Lotharingen (1544-1602)        | Renata van Lotharingen (1544-1602)        | Renata van Lotharingen (1544-1602) | Renata van Lotharingen (1544-1602) | Renata van Lotharingen (1544-1602)       | Renata van Lotharingen (1544-1602)       |                                          |                                          |                                          |                                          |                                      |                                      |                                   |                                   |                                   |                                   |  |  |  |  |  |  |  |  |  |  |  |  |  |  |  |  |  |  |  |  |  |  |  |  |  |  |  |  |  |  |  |  |  |  |  |  |  |  |  |  |  |  |  |  |  |  |  |  |
|                                       |                                       |                                       |                                       |                                       |                                       |                                    |                                    |                                    |                                    |                                    |                                    |                                    |                                    |                                  |                                  |                                       |                                       |                                       |                                       |                                           |                                           |                                           |                                           |                                           |                                           |                                   |                                   |                                   |                                   |                                   |                                   |                                     |                                     |                                           |                                           |                                           |                                           |                                           |                                           |                                    |                                    |                                          |                                          |                                          |                                          |                                          |                                          |                                      |                                      |                                   |                                   |                                   |                                   |  |  |  |  |  |  |  |  |  |  |  |  |  |  |  |  |  |  |  |  |  |  |  |  |  |  |  |  |  |  |  |  |  |  |  |  |  |  |  |  |  |  |  |  |  |  |  |  |
|                                       |                                       |                                       |                                       |                                       |                                       |                                    |                                    |                                    |                                    |                                    |                                    |                                    |                                    |                                  |                                  |                                       |                                       |                                       |                                       |                                           |                                           |                                           |                                           |                                           |                                           |                                   |                                   |                                   |                                   |                                   |                                   |                                     |                                     |                                           |                                           |                                           |                                           |                                           |                                           |                                    |                                    |                                          |                                          |                                          |                                          |                                          |                                          |                                      |                                      |                                   |                                   |                                   |                                   |  |  |  |  |  |  |  |  |  |  |  |  |  |  |  |  |  |  |  |  |  |  |  |  |  |  |  |  |  |  |  |  |  |  |  |  |  |  |  |  |  |  |  |  |  |  |  |  |
| Maximiliaan I van Beieren (1573-1651) | Maximiliaan I van Beieren (1573-1651) | Maximiliaan I van Beieren (1573-1651) | Maximiliaan I van Beieren (1573-1651) | Maximiliaan I van Beieren (1573-1651) | Maximiliaan I van Beieren (1573-1651) |                                    |                                    | Maria Anna van Beieren (1574-1616) | Maria Anna van Beieren (1574-1616) | Maria Anna van Beieren (1574-1616) | Maria Anna van Beieren (1574-1616) | Maria Anna van Beieren (1574-1616) | Maria Anna van Beieren (1574-1616) |                                  |                                  | Filips Willem van Beieren (1576-1598) | Filips Willem van Beieren (1576-1598) | Filips Willem van Beieren (1576-1598) | Filips Willem van Beieren (1576-1598) | Filips Willem van Beieren (1576-1598)     | Filips Willem van Beieren (1576-1598)     |                                           |                                           | Ferdinand van Beieren (1577-1650)         | Ferdinand van Beieren (1577-1650)         | Ferdinand van Beieren (1577-1650) | Ferdinand van Beieren (1577-1650) | Ferdinand van Beieren (1577-1650) | Ferdinand van Beieren (1577-1650) |                                   |                                   | Albrecht VI van Beieren (1584-1666) | Albrecht VI van Beieren (1584-1666) | Albrecht VI van Beieren (1584-1666)       | Albrecht VI van Beieren (1584-1666)       | Albrecht VI van Beieren (1584-1666)       | Albrecht VI van Beieren (1584-1666)       |                                           |                                           | Magdalena van Beieren (1587-1628)  | Magdalena van Beieren (1587-1628)  | Magdalena van Beieren (1587-1628)        | Magdalena van Beieren (1587-1628)        | Magdalena van Beieren (1587-1628)        | Magdalena van Beieren (1587-1628)        |                                          |                                          | ... + 2 broers en 2 zussen           | ... + 2 broers en 2 zussen           | ... + 2 broers en 2 zussen        | ... + 2 broers en 2 zussen        | ... + 2 broers en 2 zussen        | ... + 2 broers en 2 zussen        |  |  |  |  |  |  |  |  |  |  |  |  |  |  |  |  |  |  |  |  |  |  |  |  |  |  |  |  |  |  |  |  |  |  |  |  |  |  |  |  |  |  |  |  |  |  |  |  |

- Biblioteca Nacional de España: XX5196285
- Digitale Bibliotheek voor de Nederlandse Letteren: maxi002
- Gemeinsame Normdatei: 118579355
- International Standard Name Identifier: 0000 0001 0854 9813
- Library of Congress Control Number: n81012321
- Nationale Bibliotheek van Tsjechië: jn20000701190
- Nationale Bibliotheek van Israël: 987007265141505171
- Nationale Bibliotheek van Polen: a0000002110759
- Nederlandse Thesaurus van Auteursnamen: 070563039
- RKD-Nederlands Instituut voor Kunstgeschiedenis: 490377
- LIBRIS: 207194
- Système universitaire de documentation: 027707261
- Virtual International Authority File: 8179803
- WorldCat: E39PBJgH96ddv6C4HvmDY4yGHC